# Букреева, Анастасия Александровна
Анастасия Александровна Букреева (Соколова; род. 14 января 1981, Мурманск) — российский драматург, сценарист, писатель.

## Биография
Родилась 14 января 1981 года в Мурманске.
В 2003 году окончила Санкт-Петербургский государственный университет культуры и искусств. В 2016 году окончила магистратуру Российского государственного института сценических искусств по направлению «Театральное искусство» (курс Валерия Фокина, Марата Гацалова, куратор Наталья Скороход).
В 2012 году дебютная пьеса «Игнат» вошла в шорт-лист Международной лаборатории современной драматургии при Омском академическом театре драмы.
В 2014 году пьеса «Каспер и Сьюзи» вошла в лонг-лист премии «Дебют» в номинации «Драматургия».
В последующие годы Букреева становилась финалистом и лауреатом крупнейших конкурсов и фестивалей драматургии, среди которых: Омская лаборатория современной драматургии (2012 "Игнат", 2013 "Щенок на люке", 2019 "Ганди молчал по субботам"),  международный конкурс «Баденвайлер» ("Бухта Тайдзи"), «Первая читка» (2016 "Чужой", 2017 "Ганди молчал по субботам", 2020 "Бухта Тайдзи", 2021 "Черная пурга"), конкурс Российского академического молодёжного театра «В поисках новой пьесы» ("Эммануил" в соавторстве с Антоном Барышниковым), «Ремарка» (2016 "Томми", 2021 "Черная пурга") , «Действующие лица» театр «Школа современной пьесы» (2017 "Ганди молчал по субботам", 2020 "Бухта Тайдзи"), фестиваль молодой драматургии «Любимовка» (пьесы «Про дождь» 2016, «Ганди молчал по субботам» 2017 , "Черная пурга" 2021 офф-программа выбор В. Рыжакова), фестиваль «Новая пьеса для детей» при Новой сцене Александринского театра  ("Томми"), премия «Евразия» ("Щенок на люке"), «Волошинский конкурс» ("Ганди молчал по субботам") , "Исходное событие XXI век" 2022  ("Шиле. История одного суда") и др.
В 2017 году на конкурсе драматургических конкурсов «Кульминация» пьеса «Ганди молчал по субботам» вместе с пьесами «Человек из Подольска» Дмитрия Данилова и «С училища» Андрея Иванова была признана «Пьесой года» и исполнена Мастерской Дмитрия Брусникина школы-студии МХАТ. Позднее спектакль был представлен на Первом театральном фестивале «Школа. Студия. Мастерская» в Санкт-Петербурге.
В 2021 году на  конкурсе "Кульминация" пьеса "Черная пурга" вошла в тройку лучших пьес года.
Выступала в качестве автора инсценировок по произведениям классиков для Александринского театра, театра «Балтийский дом» , Красноярского театра юного зрителя, Новокузнецкого драматического театра и других театров.
В 2018 году была драматургом иммерсивного спектакля «Posle» при Центре им. Вс. Мейерхольда.
Член Союза писателей Москвы с 2014 года. Участник Совещаний молодых писателей Москвы в 2014 и 2015 годах. Член Союза театральных деятелей РФ.
Номинант российской театральной премии «Золотая маска» (номинация "Работа драматурга")
Живёт в Санкт-Петербурге.

## Пьесы
- «Томми»[34]
- «Чёрная пурга»[35][36]
- «Ганди молчал по субботам»[37]
- «Бухта Тайдзи»[38]
- «Комната Адлера»[39]
- «Тварь»[40]
- «Игнат»[41]
- «Щенок на люке»
- «Яблочный заяц»
- «Чужой»[42]
- «Про дождь»
- «Связь»[43]
- «Каспер и Сьюзи»[44]
- «Эммануил» (совместно с Антоном Барышниковым)[45]
- «Небо — это здесь»[46]
- «Бабочки»
- «Гомункул»[47]
- «Сказка о Саване и трёх её сыновьях» [48]
- «Большой секрет для маленькой компании» по мотивам стихов Юнны Мориц и музыки Сергея Никитина[49]
- «По дороге в Бремен»[50]
- «Шиле»[51][52]
- «Город-герой Ленинград»[53]
- «Остров»[54]
- «Реставратор»[55]

## Постановки
- 2015 — «Пуськи Бятые» (по произведениям Людмилы Петрушевской), режиссёр А. Оконешников, Новая сцена Александринского театра[56]
- 2017 — «Как закалялась сталь» (по роману Н. Островского), режиссёр А. Праудин. Театр-фестиваль «Балтийский дом», основная сцена[57]
- 2017 — «Ганди молчал по субботам», режиссёр А. Бычкова, Кемеровский областной театр драмы[58]
- 2017 — «Томми», режиссёр А. Оконешников, Новая сцена Александринского театра[59]
- 2017 — «Солнца ьнеТ» (по тексту оперы А. Крученых «Победа над Солнцем»), режиссёр А. Оконешников. Новая сцена Александринского театра[60]
- 2018 — «Ганди молчал по субботам», реж. А. Шляпин, Русский драматический театр, г. Стерлитамак[61]
- 2018 — «Ганди молчал по субботам», реж. А. Огарёв, Театр Школа драматического искусства, г. Москва[62]
- 2018 — «Ганди молчал по субботам», реж. Ю. Печенежский, Новокузнецкий драматический театр[63]
- 2018 — «Posle», реж. Е. Ненашева, при поддержке Центра им. Вс. Мейерхольда[31]
- 2018 — «Ганди молчал по субботам», реж. Е. Ненашева, Воронежский театр драмы им. А. Кольцова, г. Воронеж [64]
- 2018 — «Ганди молчал по субботам» реж. М. Заец, Великолукский драматический театр, г. Великие Луки[65]
- 2018 — «Ганди молчал по субботам» реж. Г. Полищук, Театр у Никитских ворот, г. Москва[66]
- 2019 — «Ганди молчал по субботам» реж. Ф. Гуревич, Театр Школа современной пьесы, г. Москва[67]
- 2019 — «Ганди молчал по субботам» реж. Д. Акимов, Иркутский областной театр юного зрителя им. А. Вампилова[68]
- 2019 — «Сказка о Саване и трёх её сыновьях» реж. В. Баджи, Театр Северная сцена, г. Новый Уренгой[69]
- 2019 — «Большой секрет для маленькой компании», режиссёр А. Оконешников, театр Карамболь[70], номинант  премии "Золотая маска" 2019
- 2019 — «Ганди молчал по субботам», режиссёр О. Румянцева,  Русский драматический театр им. Бестужева, г. Улан-Удэ[71]
- 2019 — «Оливер Твист» (по роману Чарльза Диккенса), режиссёр Н. Бетехтин, Красноярский театр юного зрителя[72][73]
- 2019 — «Ганди молчал по субботам», режиссёр Е. Зубарева,  Театр юного зрителя "Дилижанс", г. Тольятти[74][75]
- 2019 — «Бабочки», режиссёр С. Лобастова, Городской драматический театр, г. Шарыпово[76]
- 2019 — «Игра в ящик» (по мотивам рассказа И. Бунина "Господин из Сан-Франциско"), режиссёр А. Оконешников,  Александринский театр[77]
- 2019 — «Сказки Андерсена», реж. Е. Ненашева, Новокузнецкий драматический театр [78]
- 2020 — «Ганди молчал по субботам», режиссёр В. Гордеев, Русский театр им. М.Ю. Лермонтова, г. Абакан[79]
- 2020 — «Ганди молчал по субботам», режиссёр А. Огарёв,  Teatrul Municipal Bacovia, Румыния[80]
- 2020 — «Тварь», к/м фильм, реж. А. Огарёв, Театр Школа драматического искусства, г. Москва[40]
- 2020 — «Тварь», режиссёр Александр Беляев, Общедоступный театр "Периферия", г. Астрахань[81]
- 2020 — «Герой нашего времени», режиссёр А. Огарёв, Городской драматический театр, г. Шарыпово[82]
- 2020 — «Ганди молчал по субботам», режиссёр Р. Каганович, Камчатский театр драмы и комедии, г. Петропавловск-Камчатский[83]
- 2021 — «Чужой», режиссёр А. Оконешников, Учебный театр на Моховой, г. Санкт-Петербург[84]
- 2021 — «Ганди молчал по субботам», режиссёр М. Астафьев, Амурский областной театр драмы, г. Благовещенск [85]
- 2021 — «Тимур и его команда» мюзикл, режиссёр А. Оконешников, театр Карамболь[86]
- 2021 — «Never look under the bed at night», спектакль-игра, режиссёр  О. Христолюбский совместно с театром «RuNo Teater», Норвегия[87]
- 2021 — «Ганди молчал по субботам», режиссёр М. Матох, Гомельский областной драматический театр, Республика Беларусь[88]
- 2021 — «Достоевский. Повесть о несостоявшемся счастье", режиссёр Е. Колесниченко, Русский театр им. М.Ю. Лермонтова, г. Абакан[89]
- 2021 — «Слон и птичка» (по сказке Анастасии Момот) , режиссёр А. Кузьмин, Псковский драматический театр [90]
- 2021 — «О моем светлом будущем и прочем идиотизме», режиссёр Н. Патуев, Центр драматургии и режиссуры, г. Москва[91]
- 2022 — «Бухта Тайдзи», режиссёр П. Куртов, театр Постскриптум, г. Москва[92]
- 2022 — «Турандот в кубе», режиссёр А. Джунтини, Театр юного зрителя г. Нягань[93]
- 2022 — «Тварь», режиссёр М. Чебодаев, студенческий театр «Дебют», г. Норильск
- 2022 — «Яблочный заяц», режиссёр Д. Боиштяну, независимый проект  Pivzavod, г. Череповец[94]
- 2022 — «Шиле», режиссёр Р. Каганович, Театр ненормативной пластики совместно с Александринский театр, г. Санкт-Петербург[51][95], лауреат театральной премии  «Золотой софит» в четырёх номинациях
- 2022 — «Чёрная пурга», реж. Ф. Гуревич, Новокузнецкий драматический театр[96]
- 2022 — «Чёрная пурга», реж. Ю. Печенежский, Сарапульский драматический театр [97]
- 2022 — «Чёрная пурга», реж. Д. Азаров, Электротеатр Станиславский, г. Москва [98][99][100]
- 2022 — «Чёрная пурга», реж. К. Саган, Театральная лаборатория Act.Opus , г. Калининград[101]
- 2022 — «Чёрная пурга», радиоспектакль, реж. А. Романов, Театр-студия Ремарка, г. Самара [102]
- 2022 — «Ганди молчал по субботам», реж. А. Огарёв, Астраханский драматический театр [103]
- 2022 — «Ганди молчал по субботам», реж. В. Древицкий, Teatr Vikart, Хельсинки
- 2023 — «Гипербореец. Миф о Лемминкяйнене» (по эпосу "Калевала") , реж. Е. Чернышов, Национальный театр Карелии[104]
- 2023 — «Пурга», режиссёр С. Андреев, Социально-художественный театр, г. Санкт-Петербург[105]
- 2023 — «Чёрная пурга», режиссёр А. Устинов, Прокопьевский театр драмы[106]
- 2023 — «Петербургские повести» ( по произведениям Н.В. Гоголя), режиссёр И. Миневцев, Челябинский молодёжный театр[107]
- 2023 — «Комната Адлера», режиссёр Л. Суркова, Театр Ермоловой, г. Москва[108][109]
- 2024 — «Город-герой Ленинград», режиссёр А. Оконешников, Центральный выставочный зал "Манеж", г. Санкт-Петербург[110]
- 2024 — «Собаки» (по повести К. Сергиенко) режиссёр  К. Яковлев, Театр Глобус, г. Новосибирск[111]
- 2024 — «Герой нашего времени», режиссёр А. Огарёв, Самарский академический театр драмы[112]
- 2024 — «Есенин» (мюзикл), режиссёр А. Неговора, композитор Е. Загот, Ростовский музыкальный театр[113]
- 2024 — «Томми», режиссёр М. Гордиенко, Могилевский областной театр драмы и комедии, Беларусь[114]
- 2024 — «Бухта Тайдзи», режиссёр Я. Жевнеров, Камерный театр, г. Екатеринбург[115]
- 2024 — «Остров», режиссёр М. Соколов, Камчатский театр драмы и комедии, г. Петропавловск-Камчатский[116]
- 2024 — «Маленький принц» (мюзикл), режиссёр А. Оконешников, театр Карамболь[117]
- 2024 — «Реставратор. Человек, судьба, искусство», режиссёр Ю. Печенежский, Театральное Товарищество "Завод", г. Владимир[55]
- 2024 — «Иммануил Ч.» (в соавторстве с Антоном Барышниковым), режиссёр В. Печерникова, театр "Поиск", г. Лесосибирск[118]
- 2024 — «Музыканты по дороге в Бремен» (По дороге в Бремен), режиссёр А. Башенкова, Прокопьевский драматический театр[119]
- 2024 — «Чёрная пурга», режиссер В. Трегубов, театр-студия "Свои", г. Самара [120]
- 2025 — «Чёрная пурга», режиссер Н. Бетехтин, театр The Chaika [121]

## Участие в театральных проектах
Как драматург принимала участие в лаборатории театра кукол «Маленькая драма» в 2017 году (мастерская Михаила Бартенева и Павла Руднева). В том же году стала участником образовательной программы фестиваля «Территория».
В 2018 году совместно с Вячеславом Дурненковым в качестве педагога и координатора вела драматургическую лабораторию для подростков «Эдир драматург» Бурятского театра драмы. В том же году была мастером лаборатории «Классная драма» в рамках фестиваля «Шекспирия» Воронежского драматического театра (руководители Вячеслав Дурненков и Мария Крупник). В том же году совместно с В. Дурненковым вела драматургическую лабораторию для взрослых в Бурятском театре драмы. В 2019 году была куратором лаборатории "Классная драма" в Норильском заполярном театре драмы и куратором лаборатории "Мы вместе" в Театре юного зрителя г. Нягань. 2020 г. — куратор драматургических лабораторий для взрослых  в Бурятском театре драмы и в Национальном музыкально-драматическом театре Республики Тыва.  2022 г. — куратор  драматургических лабораторий для взрослых и детей в Бурятском театре драмы, в Национальном драматическом театре г. Горно-Алтайск, в Амурском областном театре драмы г. Благовещенск и др.  2023  и 2024 — куратор драматургических лабораторий Национального драматического театра г. Горно-Алтайск, куратор Школы инсценировок Караш в Казанском театре юного зрителя им. Г. Кариева. Также проводит мастер классы по драматургии в разных городах России.
Как автор текста участвовала в променад-спектакле «Маршрут старухи» в 2018 году,  по мотивам одноимённой повести Даниила Хармса, реж. А. Оконешников, Санкт-Петербург.
Как автор текстов участвовала в one day фестивале "Формы танца" на Новой сцене Александринского театра в январе 2019 года.
Драматург проекта "Скриндрама "Белая ворона", реж. Антон Оконешников. Санкт-Петербургский международный культурный форум и Александринский театр (в рамках Театральной Олимпиады 2019).
Сценарист проекта "Я делаю тебе сайт-специфик, пока ты режешь лук у себя на кухне", режиссёр Олег Христолюбский, в программе «Точка доступа» Спонтанная программа — 2020.
Сценарист проекта "100 секунд до полуночи", режиссёр О. Христолюбский, Театр быта — 2021.
Сценарист аудиогида в проекте "Город-герой Ленинград", режиссёр А. Оконешников, ЦВЗ "Манеж", 2024 г. Премия им. Лихачева в номинации лучший выставочный проект года. 
Автор инсценировки для спектакля-концерта "Бедные люди" (по роману Ф. М. Достоевского), режиссер М. Абулкатинов, Камерный ансамбль "Солисты Москвы" под управлением Юрия Башмета, фестиваль "Достоевский", г. Зарайск, 2024 г.

## Публикации

### Драматургия
Чёрная пурга. Ремарка 18+ (Сборник).  — М.: Издательский дом "Городец", 2025
Город-герой Ленинград. — СПб: Центральный выставочный зал "Манеж", Автономная некоммерческая организация  по развитию искусства и культуры "Свободные художники", 2024
Чёрная пурга. Кульминация. Современная драматургия. Пьеса года 2021 (Сборник) М.: «Фонд развития современного искусства», 2021
Бухта Тайдзи. Лучшие пьесы 2020: (Сборник). — М.: Международный драматургический конкурс «Действующие лица», Изд-во "Лайвбук" , 2021.
Ганди молчал по субботам // Современная драматургия: журнал. №1. — М, 2018.
Эммануил. Пьесы для театра кукол (Сборник). Москва: Изд-во РОСА, 2018. — 128 с. ISBN 978-5-9500932-3-4
Ганди молчал по субботам. Лучшие пьесы 2017: (Сборник). — М.: НФ Всероссийский драматургический конкурс «Действующие лица»
Ганди молчал по субботам. Пьесы года 2017: (Сборник драматических произведений). М.: Благотворительный Фонд поддержки деятелей культуры и искусства «Стремление», 2017.
Чужой. Пионерлагерный театр, или Территория мусора. Пьесы. (Сборник) — СПб.: Новое культурное пространство, 2016
Яблочный заяц. Воздушные шарики: Пьесы.(Сборник) — СПб.: Скифия — принт, 2016.

### Проза
Подарок. Журнал «Листья», 2011. № 28
Terra Rasa. Журнал «Листья», 2011. № 28
Ганди молчал по субботам. LiteraNova : Сборник: Издательские решения, 2016
Тьма. LiteraNova : Сборник: Издательские решения, 2016
Подарок. LiteraNova : Сборник: Издательские решения, 2016
Terra Rasa. Terra Rasa: Сборник: Издательские решения, 2018
Ножницы. Terra Rasa: Сборник: Издательские решения, 2018
Terra Rasa. Clarkesworld Magazine, translated by Ray Nayler,  2021. № 173
Scissors. Samovar, translated by Ray Nayler, Issue: October 25, 2021